# The Rhodes Not Taken
Обойдёмся без Роудс (рус. The Rhodes Not Taken) — пятый эпизод первого сезона американского телесериала «Хор», премьера которого состоялась 30 сентября 2009 года на телеканале Fox. Режиссёром серии стал Джон Слотт, а сценаристом — Иэн Бреннан. По сюжету эпизода, Уилл Шустер обращается за помощью к бывшей звезде мюзиклов Эйприл Роудс, чтобы та помогла ему настроить хористов на верную волну после того, как Рейчел Берри оставила коллектив. Финн Хадсон флиртует с Рейчел, пытаясь заставить её вернуться, однако, несмотря на то, что Рейчел злится, узнав известие о беременности подруги Финна, она решает вернуться в хор. Специальным гостем эпизода стала Кристин Ченовет, которая исполнила роль Эйприл Роудс, и исполнила три из шести музыкальных номеров эпизода. Студийные записи четырёх треков вошли в альбом Glee: The Music, Volume 1, а также доступны для скачивания в сети.

## Сюжет
С тех пор, как лидирующая солистка «Новых горизонтов» Рейчел Берри (Лиа Мишель) покинула хор, у руководителя коллектива Уилла Шустера (Мэттью Моррисон) растёт озабоченность относительно грядущего первого выступления хора перед зрителями. Он узнаёт, что Эйприл Роудс (Кристин Ченовет), бывшая звезда хора школьных времён Шустера, а ныне алкоголичка и несостоявшаяся звезда Бродвея, так и не получила школьного аттестата. Он встречается с ней и убеждает вернуться в школу, чтобы закончить свою учёбу и присоединиться к хоровому клубу в качестве солистки. Эйприл пытается добиться расположения членов хора обучая Курта (Крис Колфер) употреблять алкоголь; Мерседес (Эмбер Райли) и Тину (Дженна Ашковиц) — выносить вещи из магазинов. Школьный психолог Эмма Пиллсберри (Джейма Мейс) сообщает Шустеру, что Эйприл развращает детей и появляется в нетрезвом виде, на что Эйприл обещает завязать с алкоголем.
Финн Хадсон (Кори Монтейт), один из членов хора, узнаёт от своей подруги Куинн Фабре (Дианна Агрон), что она беременна его ребёнком. Эмма поясняет, что его мечты пойти в колледж и получить футбольную стипендию могут не сбыться, так как ему придётся быть отцом и зарабатывать деньги. Он решает использовать свой музыкальный талант и решает, что хорошим толчком для этого станет успешное первое выступление хора, которое без Рейчел может провалиться. Делая вид, что проявляет к ней романтические чувства, Финн просит Рейчел вернуться в хор и та соглашается, решив, что получила расположение Финна. Между тем Курт, Мерседес и Тина узнают от Пака (Марк Саллинг), что он — биологический отец ребёнка Куинн. Узнав о беременности Куинн, Рейчел устраивает Финну скандал, прося при всех заявить, интересуется ли он ей на самом деле. Финн говорит, что ничего не было, и Рейчел снова покидает хор и возвращается в музыкальную школу.
На выступление хора Эйприл приходит в состоянии алкогольного опьянения и, несмотря на это, исполняет композицию «Last Name» певицы Кэрри Андервуд и получает бурю оваций. Во время антракта Уилл Шустер сообщает Эйприл, что, несмотря на её успех, ей не место в «Новых горизонтах». Хор остаётся без вокалиста, но в последний момент их спасает Рейчел, которая просит разрешить ей вернуться в хор. Она выходит на сцену вместе со всеми и солирует в последнем номере «Somebody to Love».

## Отзывы
Серию посмотрело 7,32 млн американских телезрителей, что сделало его самым рейтинговым эпизодом после падения количества зрителей в серии «Шоумены». В Канаде серию посмотрело 1,45 млн человек, что позволило ему занять 26 строчку в недельном рейтинге; в Великобритании с 1,89 млн просмотров эпизод стал самым рейтинговым шоу недели среди кабельных каналов.
Эпизод получил преимущественно положительные отзывы. Обозреватель USA Today похвалил выбор Ченовет на роль Эйприл, а также её вокальные данные. В частности, похвалу получило исполнение Ченовет кавер-версии композиции «Somebody to Love» группы Queen. Рэймонд Фландез из The Wall Street Journal, Майкл Хейл из The New York Times и Деннис Мартин из Los Angeles Times назвали «Somebody to Love» лучшим номером с выхода кавер-версии «Don’t Stop Believin'» на песню группы Journey в пилотном эпизоде. Джаред Вассельман из New York Post назвал эпизод «на данный момент лучшим в сериале».